# Universidad Estatal de Novosibirsk
La Universidad Estatal de Novosibirsk (del ruso: Новосибирский государственный университет) fue fundada en mayo de 1959 por los académicos soviéticos, los matemáticos: Mijaíl Alekséyevich Lavréntiev, Serguéi Lvóvich Sóbolev  y el científico Serguéi Alekséyevich Jristianóvich en un programa de establecer la rama siberiana de la Academia de Ciencia de la URSS. La Universidad Estatal de Novosibirsk es una de las universidades más famosas de Rusia pese a su juventud. Está situada a 20 kilómetros de la ciudad de Novosibirsk, centro cultural e industrial de Siberia. El número total de estudiantes en 2016 era de algo más de 7100. La universidad está estrechamente conectada con las instituciones de investigación circundantes de la Academia de Ciencias de Rusia.

## Organización
A continuación se muestran las facultades de la NSU:
- Facultad de Mecánica y Matemáticas (DMM/ММФ)
- Facultad de Física (DP/ФФ)
- Facultad de Ciencias Naturales (DNS/ФЕН)
- Facultad de Geología y Geofísica (DGG/ГГФ)
- Facultad de Economía (DE/ЭФ)
- Facultad de Información Tecnológica (DIT/ФИТ)
- Facultad de Humanidades (DH/ГФ)
- Facultad de Lenguas extranjeras (DFL/ФИЯ)
- Facultad de Periodismo (DJ/ФЖ)
- Facultad de Psicología (DPs/ФП)
- Facultad de Filosofía (DPh/ФилФ)
- Facultad de Derecho (DL/ЮФ)
- Facultad de Ciencias Médicas (DMS/МедФ)